# La Moufle (court métrage)
 (mai 2024).
Si vous disposez d'ouvrages ou d'articles de référence ou si vous connaissez des sites web de qualité traitant du thème abordé ici, merci de compléter l'article en donnant les références utiles à sa vérifiabilité et en les liant à la section « Notes et références ».
 (mai 2024).
Il peut être nécessaire de l'améliorer pour respecter le principe de neutralité de point de vue. 

 (novembre 2022).
Pour les articles homonymes, voir Moufle et La  Moufle (film, 1967).
Pour plus de détails, voir Fiche technique et Distribution.
La Moufle est un court métrage d'animation franco-belge réalisé par Clémentine Robach, inspiré d'un conte traditionnel ukrainien.
La particularité de ce film tient de ses techniques utilisées : le papier découpé et la 2D. Il est sorti en juin 2014.

## Synopsis
Lors de l'hiver, alors que Lily et son grand-père installent un nichoir pour les oiseaux, Lily s'inquiète pour les animaux du jardin qui ne peuvent pas s'abriter comme les oiseaux. Alors, elle dépose une moufle rouge au pied d'un arbre. Des animaux commencent alors à aller s'y abriter.

## Fiche technique
- Titre : La Moufle
- Réalisation : Clémentine Robach
- Scénario : Arnaud Demuynck
- Animateur : Clémentine Robach, Élise Catros et Nicolas Liguori
- Montage : Nicolas Liguori et Corine Bachy
- Musique : Falter Bramnk
- Producteur : Arnaud Demuynck
- Production : Les Films du Nord
- Pays d'origine :  France et  Belgique
- Durée : 8 minutes
- Dates de sortie :
  -  Italie : juillet 2014
  -  France : 15 juin 2015 (Festival international du film d'animation d'Annecy)
- Coproduction : La Boîte, etc. Productions (Bruxelles), Les Films de l’île (Roubaix), Pictanovo
- Avec la participation de France TELEVISIONS
- Avec le soutien de CICLIC Région Centre, en partenariat avec le CNC / du Centre national du cinéma et de l’image animée (Aide au programme) / de la région Nord- Pas-de-Calais / de la PROCIREP société de producteurs et de l’ANGOA AGICOA

## Récompenses
En 2015, il remporte le prix du jury pour un spécial TV au festival international du film d'animation d'Annecy, une récompense jugée réputée.
En 2014, La Moufle remporte le Prix Grand Écran Pour Tous au Festival Écran Libre à Aigues-Mortes en novembre.

## Sélections

### Festivals français

#### 2014
- Festival du film d’animation de Bourg-en-Bresse - octobre
- Festival Écran Libre, Aigues-Mortes - novembre - Prix Grand Écran Pour Tous
- Festival national du film d'animation, Bruz - décembre
- Carrefour du cinéma d’animation, Paris - décembre

#### 2015
- Ciné Junior, Val de Marne - janvier, février
- Festival national et international du court métrage de Clermont-Ferrand - janvier, février
- Festival international du film d'environnement, Paris - février
- Festival Travelling, Rennes - février
- Festival international du film d'Aubagne - mars
- Ciné-jeune de l’Aisne, Saint-Quentin - avril
- Festival de cinéma d’animation de Pontarlier - avril - Mention spéciale
- Faites des courts, Brie-Comte-Robert - avril
- Festival audiovisuel régional de l'Acharnière - mai
- Festival international du film d’animation d'Annecy - juin - Prix du jury pour un spécial TV
- Plein la bobine, La Bourboule - juin
- Festival International de Contis - juin
- Festival Détours en Cinécourt - juin
- Partie(s) de Campagne, Ouroux en Morvan - juillet
- Festival Silhouette, Paris - août/septembre
- Croq'anime, Paris - septembre

### Festivals étrangers

#### 2014
- Giffoni Film Festival (Italie) - juillet
- Cartoon Club, Rimini (Italie) - juillet
- Festival della Lessinia, Bosco Chiesanuova (Italie) - août
- Fantoche, Baden (Suisse) - septembre
- Carrousel International du film, Rimouski  (Canada) - septembre
- Animatou, Genève (Suisse) - octobre
- Cinekid, Amsterdan (Pays-Bas) - octobre
- Festival international du film francophone, Namur (Belgique) - octobre
- Balkanima Festival, Belgrade (Serbie) - octobre
- Uppsala International Short Film Festival (Suède) - octobre

- Cinemagic International Film Festival for Young People, Belfast (Irlande du Nord) - octobre
- Les Enfants terribles, Bruxelles (Belgique)  - octobre
- ReAnimania, Yerevan (Arméne)[réf. nécessaire] - octobre
- Albacete Film Festival (Espagne) - octobre, novembre (HC)
- International children's filmfestival Filem'On, Bruxelles (Belgique) - octobre, novembre
- Cinanima, Festival international du film d'animation d'Espinho (Portugal) - novembre
- Animateka, Ljubljana (Slovénie) - décembre
- Ale Kino, Poznań (Pologne) - décembre
- Animax - Skopje (Macédoine) - décembre

#### 2015
- Anima, Festival du dessin animé et du film d'animation, Bruxelles (Belgique) - février
- Monstra, Festival du film d’animation de Lisbonne (Portugal) - mars
- Festimages.be, Festival du Court Métrage belge de Charleroi (Belgique) - mars
- REGARD sur le court métrage, Chicoutimi (Canada) - mars
- Festival International de Cinéma d’Animation de Meknès (Maroc) - mars
- BUFF Filmfestival, Malmö (Suède) - mars
- Flatpack Film Festival, Birmingham (Grande-Bretagne) - mars
- Holland Animation Film Festival, Utrecht (Pays-Bas) - mars (hors compétition)
- TIFF Kids International Film Festival, Toronto (Canada) - avril
- Sarasota Film Festival (USA) - avril
- Aspen Shortsfest (USA) - avril
- Festival international de court métrage d'Oberhausen (Allemagne) - avril/mai
- SICAF, Festival de film d'animation de Séoul (Corée du Sud) - mai > Mention spéciale dans la catégorie SICAF Kid
- Trickfilm, Festival international du film d'animation de Stuttgart (Allemagne) - mai
- Festival della Montagna, Cuneo (Italie) - mai (HC)
- Zlín International Film Festival for Children and Youth (République Tchèque) - mai/juin
- Animafest Zaghreb 2015 - juin
- Nantucket Film Festival (USA) - juin
- Picurt, Artedo et La Seu d’Urgell (Espagne) - juin (HC)
- Anima Mundi,  Rio de Janeiro et São Paulo (Brésil) - juillet
- Curtas Vila do Conde IFF, Curtinhas Competition (Portugal) - juillet
- Fantasia, Montréal (Canada) - juillet / août
- dotdotdot Open Air Kurzfilmfestival, Vienne (Autriche) - août/septembre (non compétitif)
- Buster, le festival du film pour enfants de Copenhague (Danemark) - septembre
- Festival international du film d'animation de Krok (Russie) - septembre
- Milano Film Festival (Italie) - septembre (non compétitif)
- Andorra Kids' Film Festival (Espagne) - septembre / octobre
- Krok, Festival international du film d'animation (Russie) - septembre / octobre
- Lucas, Festival international du films pour enfants- Frankfurt am Main (Allemagne) - septembre / octobre (hors compétition)
- New Chitose Airport Int'l Animation Festival  (Japon) - octobre / novembre
- Wiesbaden International Weekend of Animation (Allemagne) - octobre (non compétitif)
- Bucheon International Animation Festival (Corée du Sud) - octobre
- Anim'est, Bucarest (Roumanie) - octobre
- ReAnimania, Yerevan (Arménie)[réf. nécessaire] - octobre
- Festival international de films pour enfants de Chicago - octobre/novembre
- Ajyal Youth Film Festival, Doha (Qatar) - novembre/décembre